# Гујон
Гујон (фр. Gouillons) насеље је и општина у централној Француској у региону Центар (регион), у департману Ер и Лоар која припада префектури Шартр.
По подацима из 2011. године у општини је живело 334 становника, а густина насељености је износила 27,74 становника/km². Општина се простире на површини од 12,04 km². Налази се на средњој надморској висини од 149 метара (максималној 152 m, а минималној 139 m).

## Демографија
| 1962. | 1968. | 1975. | 1982. | 1990. | 1999. | 2011. |
| ----- | ----- | ----- | ----- | ----- | ----- | ----- |
| 208   | 223   | 224   | 211   | 305   | 317   | 334   |

График промене броја становника у току последњих година